# Rudolf von Neumann-Cosel

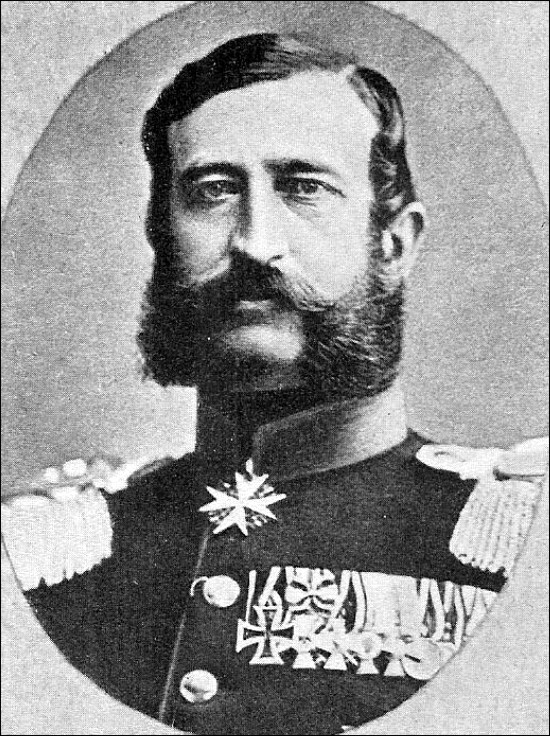
Generalmajor Rudolf von Neumann-Cosel

Friedrich Ferdinand Rudolf von Neumann-Cosel (* 30. Dezember 1822 in Potsdam; † 8. Februar 1888 in Hirschberg) war ein preußischer Generalmajor.

## Leben

### Herkunft
Rudolf entstammte dem ostpreußischen Adelsgeschlecht von Neumann-Cosel. Seine Eltern waren der preußische General der Infanterie sowie Chef des Reitenden Feldjägerkorps August Wilhelm von Neumann-Cosel (1786–1865) und dessen Ehefrau Amalie, geborene von Dresky (1788–1859). Rudolfs älterer Bruder Gustav (1819–1879) schlug ebenfalls eine Militärkarriere ein und brachte es bis zum Generalleutnant.

### Militärlaufbahn
Nach dem Besuch des Kölner Gymnasiums und der Berliner Realschule trat Neumann am 21. Januar 1840 als Grenadier in das 1. Garde-Regiment zu Fuß der Preußischen Armee in Potsdam ein, wurde am 17. April Unteroffizier und am 16. Juni 1840 Portepee-Fähnrich. Mit seiner Beförderung zum Sekondeleutnant wurde Neumann am 25. September 1841 mit Patent vom 12. August 1841 aggregiert. Über den Etat wurde er am 14. Juni 1842, in den Etat des Regiments einrangiert am 3. Oktober 1843 einrangiert. Zum Premierleutnant am 22. Juni 1852 befördert, war er vom 15. August bis zum 15. September 1852 zum III. Bataillon des Landwehr-Regiments nach Graudenz und vom 8. Juli bis zum 20. August 1853 nach Königsberg kommandiert. Vom 9. Juli bis zum 24. August 1854 war er Kompanieführer im III. Bataillon des 4. Garde-Landwehr-Regiments in Düsseldorf. Kompanieführer bei der Schulabteilung der Unteroffizierschule in Potsdam wurde Neumann am 7. Juli 1855. Dort wurde er am 20. September 1856 zum Hauptmann befördert. Bei seiner Rückkehr zum Regiment am 29. August 1857 wurde er zum Chef der 2. Kompanie ernannt. Unter der Beförderung zum Major wurde Neumann am 10. Februar 1863 etatmäßiger Stabsoffizier beim 2. Magdeburgischen Infanterie-Regiment Nr. 27 in Magdeburg. Am 11. Januar 1866 folgte seine Versetzung als Kommandeur des II. Bataillons im 1. Schlesischen Grenadier-Regiment Nr. 10 nach Breslau. Kurz darauf wurde er am 6. Februar zum Kommandeur des Füsilier-Bataillons in Oels ernannt.
Im Deutschen Krieg nahm er an dem Gefecht bei Sandhübel teil und wurde in der Schlacht bei Königgrätz schwer verwundet. Neumann wurde am 20. September 1866 mit dem Roten Adlerorden IV. Klasse mit Schwertern ausgezeichnet. Zum Oberstleutnant wurde er am 31. Dezember 1866 mit Patent vom 30. Oktober befördert. Am 10. Oktober 1868 wurde er seinem Regiment aggregiert und zur Wahrnehmung der Geschäfte als Kommandant von Neiße abkommandiert. Unter Stellung à la suite des Regiments wurde Neumann am 18. Juni 1869 zum Oberst befördert und zum Kommandanten von Neiße ernannt.

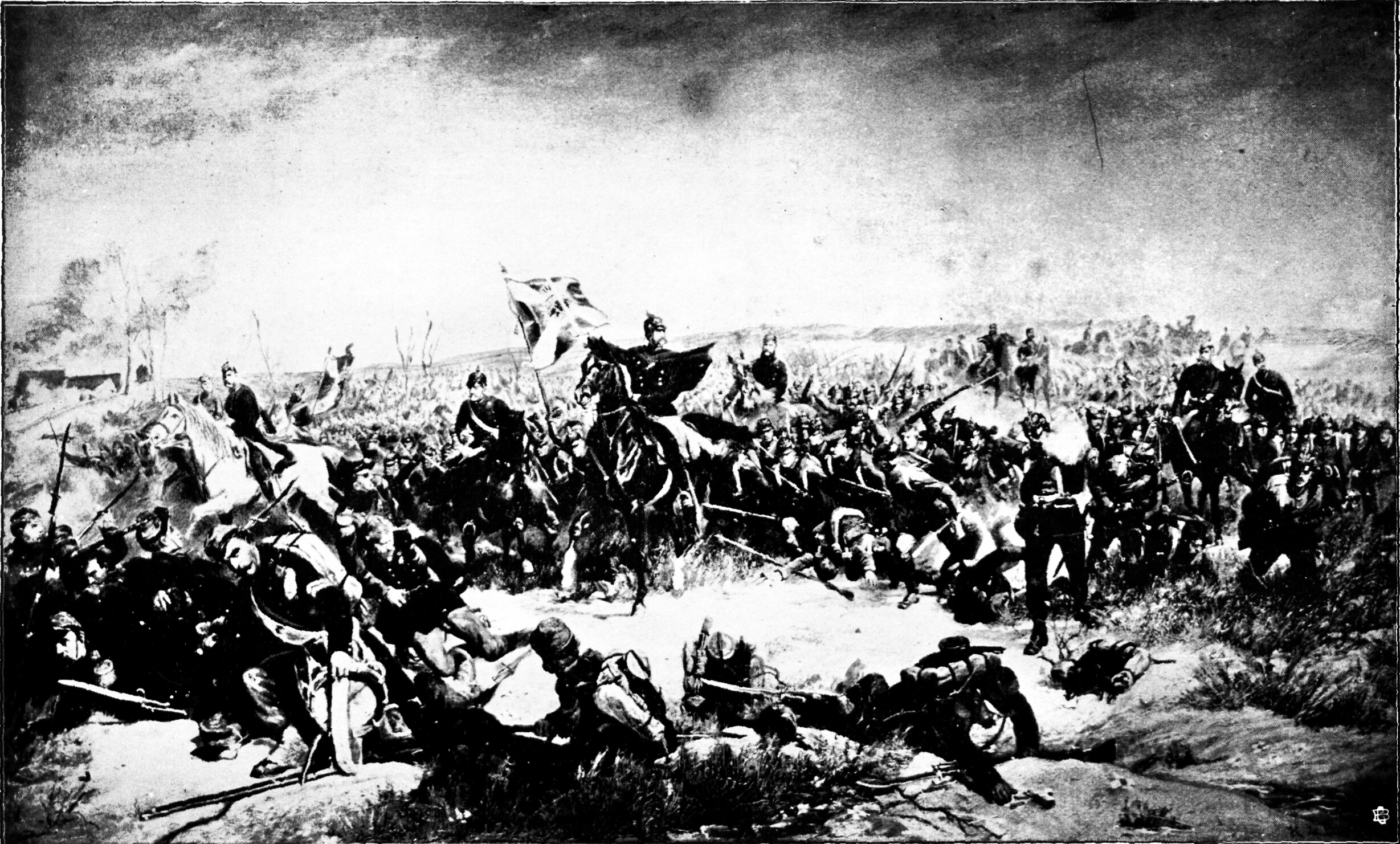
Neumann rechts der Fahne in der Schlacht von Loigny

Während des Krieges gegen Frankreich war Neumann-Cosel ab 22. August 1870 für die Dauer des mobilen Verhältnisses Kommandeur des 2. Hanseatischen Infanterie-Regiments Nr. 76 aus Hamburg unter Stellung à la suite des Regiments ernannt worden. Neumann nahm an den Belagerungen von Metz, Toul und Paris teil. Er erhielt für seine Leistungen beide Klassen des Eisernen Kreuzes sowie beide Klassen des Mecklenburger Militärverdienstkreuzes. In der Schlacht bei Loigny wurde Neumann durch einen Schuss in die Seite schwer verwundet. Er nahm noch an den Gefechten bei Dreux und La Madeleine-Bouvet teil, bevor er am 20. März 1871, diesmal à la suite der 76er, wieder Kommandant der Neiße wurde.
Der Charakter eines Generalmajors wurde ihm am 2. September 1873 verliehen. In dieser Eigenschaft erhielt er im Januar 1876 anlässlich des Ordensfestes den Roten Adlerorden II. Klasse mit Eichenlaub und Schwertern am Ringe. Neumann wurde mit Pension am 12. April 1879 unter Verleihung des Sterns zum Kronenorden II. Klasse zur Disposition gestellt. Einen Monat darauf wurde er zum Ehrenbürger von Neiße ernannt.
Den seit Generationen Illegetim geführte Zuname Cosel erhielt Neumann am 15. November 1880 zur Erinnerung an die Verteidigung der gleichnamigen Festung durch seinen Großvater. Neumann-Cosel, der Ehrenritter des Johanniterordens war, verstarb am 8. Februar 1888 in Hirschberg.

### Familie
Neumann heiratete am 19. Mai 1848 in Markee Wilhelmine (Willy) von Bredow (1829–1858). Aus der Ehe gingen zwei Kinder hervor. Helmut wurde kein Jahr alt. Berthold (1855–1898) schlug eine Militärkarriere ein und wurde Major und etatmäßiger Stabsoffizier im Garde-Kürassier-Regiment. Er hatte mit seiner Ehefrau Else von Wietersheim zwei Töchter, die beide adelig heirateten, und den Sohn, Oberst Herbert von Neumann-Cosel.
Nach dem Tod seiner ersten Ehefrau heiratete Neumann am 8. Oktober 1860 die Gräfin Emma von Pfeil und Klein-Ellguth (1841–1925). Aus dieser Ehe stammten die Töchter Franziska (1862–1925), Ehrenstiftsdame im Stift zum Heiligengrabe, und Luise (1864–1936), verheiratet mit dem späteren Fideikommissherrn auf Schwiessel, Graf Ernst Henning von Bassewitz (1858–1926).